# Weiden in der Oberpfalz
Weiden in der Oberpfalz je německé město, ležící v Horní Falci v Bavorsku, 100 km východně od Norimberku a 35 km západně od České republiky. Ve spádové oblasti se svými téměř 300 000 obyvateli je město Weiden podle územního vývojového programu Bavorska „vrchním centrem“ a střediskem obchodu a služeb oblasti severního Falcka. Proslavené i za hranicemi města jsou: zásilkový obchod „Witt-Weiden“ (ložní prádlo, ošacení), porcelánky „Bauscher“ a „Seltmann“.

## Poloha
Weiden in der Oberpfalz leží na rozhraní přírodních území Oberpfalz Hügelland a Oberpfalz. V okolí města představují tyto nadregionální přírodní celky rozsáhlé zalesněné oblasti lesů Manteler Forst,  Altenstädter Wald a Fischerberg, které jsou hustě proznačeny turistickými stezkami. Krajina je charakteristická údolím řeky Waldnaab, zasazeným mezi zvlněnými, borovicemi pokrytými vrchy  Bruchschollenland na západě a drsnou vrchovinou starého krystalického podloží na východě. Lužní oblast řeky Waldnaab se rozprostírá jako přirozený zelený koridor od severu k jihu přes celé území města. Celkově se městská oblast nachází v přírodním parku Nördlicher Oberpfälzer Wald  a je výchozím bodem mnoha turistických tras v rozmanité krajině. Ve Weidenu je devět chráněných krajinných oblastí a geotopů (od března 2017).

### Sousední obce
Městský okres Weiden in der Oberpfalz obklopuje zemský okres Neustadt an der Waldnaab se stejnojmenným okresním městem na severu. Od severu jsou v bezprostřední blízkosti hranic města obce Altenstadt an der Waldnaab, Störnstein, Schirmitz, Theisseil, Vohenstrauß, Pirk, Bechtsrieth, Luhe-Wildenau, Etzenricht, Weiherhammer, Mantel, Parkstein a Schwarzenbach (Horní Falc).

## Historie
Název města Weiden je odvozen buď od častého výskytu vrby (staroněmecky Wida, středoněmecky Wide), nebo od „Ort zum Weiden" tzn. místo k pastvě (staroněmecká Weida, středoněmecká Weitha). 
V roce 1241 bylo místní jméno „bei den Weiden“ poprvé zmíněno jako „apud Weithaa“ ve sporu o dědictví mezi králem Konrádem IV. a Vohburgery, markrabaty z Nordgau. Předpokládá se, že první osídlení ve Weidenu jsou datovány rokem 1000. Nachází se na křižovatce dvou hlavních obchodních cest (Goldene Straße a Magdeburger Strasse).
Město bylo od 15. století sídlem jednoho ze sedmi soudů území Parkstein-Weiden, ve kterém rozhodoval v případech vysoké i nízké jurisdikce Parksteinský zemský soudce společně s dvanácti členy poroty .
V roce 1531 měl Weiden 2 200 obyvatel a brzy se stal významným obchodním centrem.  Dva  požáry města, třicetiletá válka a mor, přinesly městu katastrofy, ze kterých se vzpamatovalo až na konci 18. století. V letech 1634 až 1635 a znovu v letech 1648 až 1650 byl Weiden obsazen švédskými jednotkami, naposledy pod velením generála Königsmarcka. Od roku 1714 patřilo město Weiden k vévodství Falc-Sulzbach, v roce 1777 přešlo do majetku Bavorského kurfiřtství. Ekonomický rozmach města přišel v roce 1863, kdy byl Weiden připojen k železniční síti. Některé velké porcelánky a výroba průmyslového skla se usadily ve Weidenu a populace na přelomu 19. a 20. století čítala 10.000 obyvatel. 
Během druhé světové války se vedle kasáren Wehrmachtu na západě města nacházel zajatecký a trestní tábor Stalag XIIIB. Francouzští a sovětští váleční zajatci a nuceně nasazení, kteří zde zemřeli v letech 1940 až 1945, byli pohřbeni v hrobovém komplexu na městském hřbitově v ulici Gabelsbergerstrasse.
Na konci druhé světové války, 5. dubna 1945, byl Weiden opakovaně napaden střemhlavými bombardéry. 15 letadel bombardovalo oblast mezi vodárnami a hřbitovem s 51 výbušninami a více než 1 000 zápalnými bombami. Válečný deník 8. letectva ukazuje, že v ten den zaútočilo na Weiden 30 „létajících pevností“ B-17 s 94,3 tunami bomb. 16. dubna 1945 v 8:30 americké posádky bombardovaly nádraží a nákladní vlak přepravující výbušniny explodoval. Při výbuchu bylo zabito 60 lidí. V noci 22. dubna 1945 se Wehrmacht stáhl z Weidenu a boje o město skončily.
V letech 1945 až 1955 se v důsledku přílivu uprchlíků a německých vysídlenců počet obyvatel zvýšil na více než 40 000. Řada příchozích ve Weidenu zůstala a rozšířila jeho ekonomickou sílu a infrastrukturu. 
Od roku 1989 Weiden hospodářsky a kulturně těží ze znovusjednocení Německa a z otevření hranic s Českou republikou, což městu pomohlo od jeho okrajového umístění.

## Doprava

### Silniční doprava
Západní částí města prochází rychlostní silnice č. 93, která je paralelkou k dálnici A9 přibližně v úseku Rohrbach–Hof a poblíž Wernberg-Köblitzu křižuje významnou národní dálnici A6 z Waidhausu(CZ/D) přes Nürnberg a Mannheim do Goldene Bremmu(D/F).

### Železniční doprava
Weiden leží na hlavní trati č. 855 Hof–Regensburg, je obsluhován expresními vlaky ALX z Hofu do Mnichova společnosti Netinera Deutschland GmbH, dále zrychlenými vlaky RE z Hofu do Regensburgu společnosti DB Regio AG a zastávkovými vlaky VBG společnosti Vogtlandbahn GmbH. Dále městem prochází regionální trať č. 870 Nürnberg–Neustadt(Waldnaab), kde jezdí zrychlené vlaky RE společnosti DB Regio AG v hodinovém intervalu a zároveň je konečnou stanicí regionální tratě č. 867 Bayreuth–Weiden, která je obsluhována z Weidenu přes Bayreuth do Bad Rodachu vlaky kategorie ag společnosti Agilis Verkehrsgesellschaft mbH & Co. KG, které jsou buď zastávkové nebo zrychlené bez ohledu na kategorii.

## Kultura a pamětihodnosti

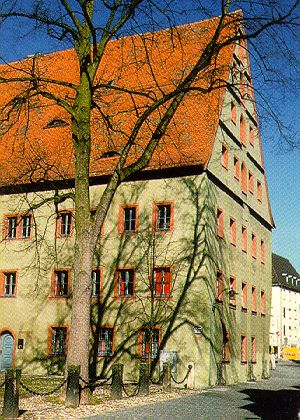
Městské muzeum Weiden

### Muzea
- Mezinárodní muzeum keramiky Weiden
- Městské muzeum v kulturním centru Hanse Bauera  Tradiční název stará škola pochází ze skutečnosti, že od 16. století zde sídlila jak německá škola, tak i latinská škola. Kromě městského muzea a sbírky Maxe Regera, je zde umístěna galerie s měnícími se výstavami místních umělců. V této budově je také umístěn městský archiv.
- Tachauer Heimat muzeum - regionální muzeum českých vysídlenců z okolí Tachova je umístěno v Kulturním centru.
- Železniční muzeum modelové železnice ve Weidenu
- Galerie Hammer-Herzer
- Max-Bresele-Museum

### Knihovny

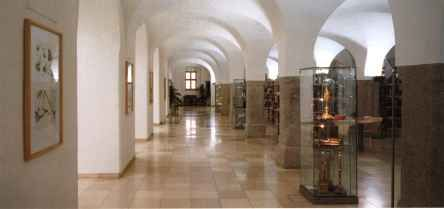
Regionální knihovna ve Weidenu

- Regionální knihovna ve Waldsassener Kasten  V administrativní budově se sýpkou cisterciáckého řádu Waldsassenského kláštera z 18. století je nyní knihovna, která se světlem zaplavenou čítárnou dosahuje  rozlohy 2260 m². Sousední, více než 400 let stará radniční věž, část bývalého městského opevnění, slouží jako další administrativní budova.  Ve spádové oblasti přeshraniční regionální knihovny žije přibližně 300 000 lidí, včetně četných čtenářů z České republiky. Mediální inventář zahrnuje více než 120 000 knih, kazet, CD, videí, DVD, CD-ROM, novin a časopisů.

### Stavební památky

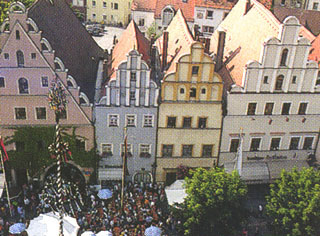
Weiden náměstí

#### Náměstí
Tržní náměstí se rozprostírá mezi horní a dolní branou. Mezi nimi leží stará radnice. Mezi horní branou a starou radnicí se rozprostírá Obere Markt s domy se sedlovými střechami z období po roce 1540. Mezi starou radnicí a dolní branou je dolní trh, na kterém se konají čtyři velké výroční trhy, které se pořádají od roku 1396, a týdenní trh, který se koná vždy ve středu a v sobotu. Mnoho městských domů má prvky renesančního stylu.

#### Stará radnice
Starou radnici postavili stavitel Hans Nopl, tesařský mistr Hans Stieber a kameník Andreas Falk v letech 1539 až 1545. Byla přestavěna v letech 1914 až 1917. Zvonkohra byla darována městu v roce 1983. Stejně jako v dřívějších dobách byly v přízemí radnice od roku 1981 zřízeny obchody. Trámový strop ve velké zasedací místnosti je vynikajícím dílem z 16. století. Stará radnice bývala nejen administrativní budovou, ale také centrem společenského života ve městě. Konalo se zde mnoho divadelních a tanečních akcí. Dnes se tam jednou za rok koná zasedání městské rady. V této historické budově se také konají svatby a speciální recepce.

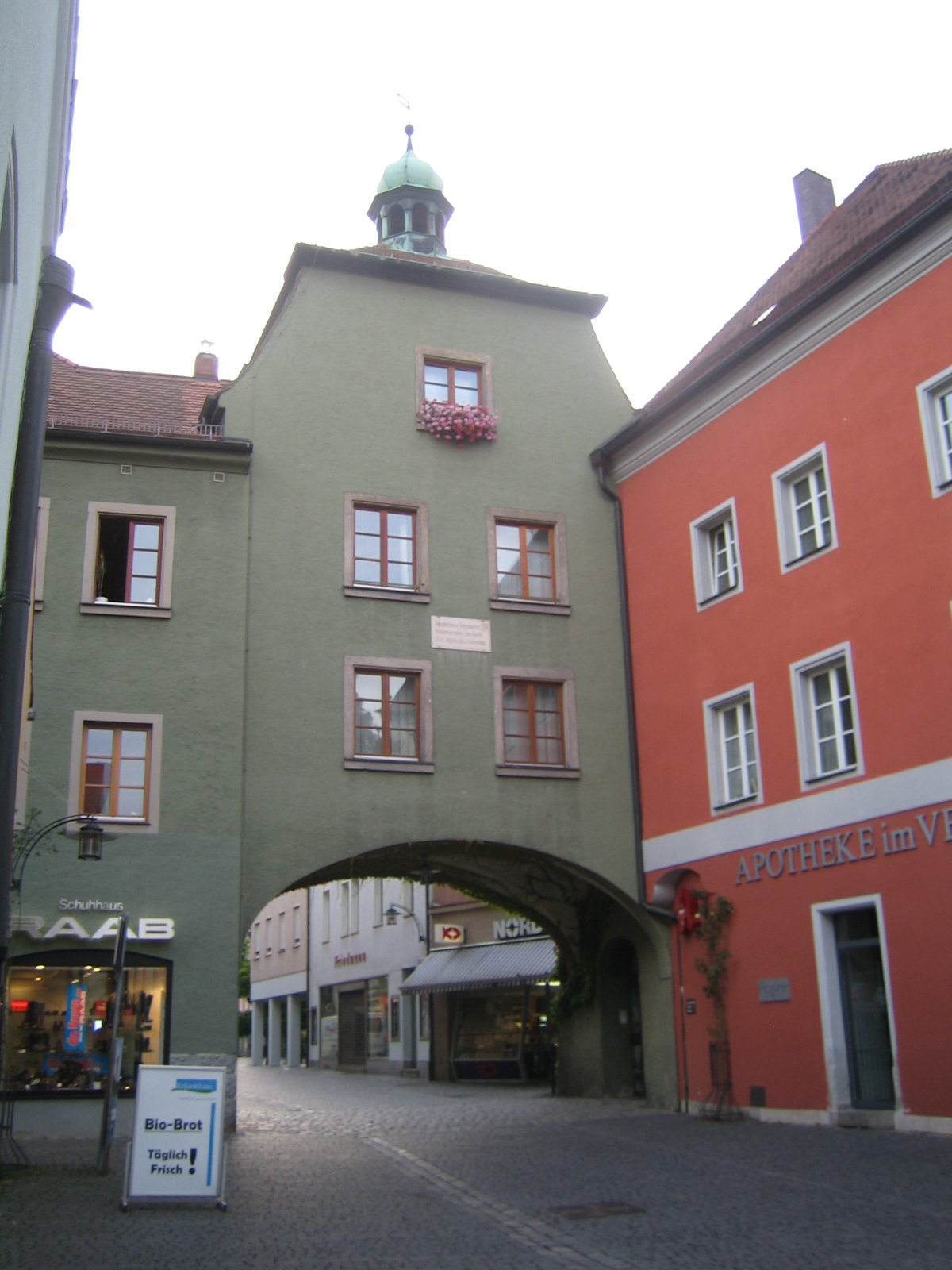
Horní brána ve Weidenu

#### Horní brána
Do starého města se vstupuje od západu Horní branou. Do roku 1840 měla tato brána půlkruhovou přední stěnu, rondel, se dvěma kulatými věžemi. Pro rozšíření ulice bylo v roce 1911 nutno zbořit bránu s dvojitou valbovou střechou, ta byla ve zjednodušené podobě přestavěna. Nalevo od brány začíná mohutná stavba Vestenova domu, oficiálního sídla komunitní kanceláře Parkstein-Weiden. Hrabě Palatin Friedrich von Parkstein žil v tomto pevnostním domě od roku 1585 do roku 1593; jeho dvě švagrové, princezny z Liegnitzu, jsou pohřbeny v místním evangelickém luteránském farním kostele sv. Michala.

#### Kostel svatého Michala
Protestantský farní kostel sv. Michala je nejstarší a nejvýznamnější ve městě. Byl založen jako trojlodní gotická bazilika a král Jan Lucemburský jej roku 1341 převedl ke klášteru cisterciáků ve Waldsassenu. V době protireformace jej jezuité přestavěli a zařídili v barokním stylu a zavedli katolické bohoslužby V letech 1633-1899 kostel  sloužil oběma konfesím, katolíkům i protestantům, nyní je pouze evangelický. Stal se známým jako působiště varhaníka a skladateleMaxe Regera.

#### Stará škola
V kulturním centru Hanse Bauera ve staré školní budově se nachází městské muzeum, městský archiv, muzeum Maxe Regera, městská galerie a muzeum historie vlasti  vysídlenců z Tachova se vzpomínkami na život v Čechách. Budova byla postavena v roce 1529 jako obilná sýpka výrobci sukna. Požár města v roce 1536 zničil dům až do základu. V nové budově z roku 1565 sídlila latinská a německá škola. Odtud pochází tradiční název staré školy. Budova byla kompletně zrekonstruována v letech 1975 až 1979. 

#### Dolní brána
Dolní brána a přední brána - vytvořené v dnešní podobě po švédském dobývání v roce 1635 - vedou na Schlörplatz. Průchod pro chodce byl vytvořen v roce 1955 poté, co bránu na konci druhé světové války poškodily americké tanky. Dolní brána je v současné době sídlem místní mládežnické organizace Marian Congregation (MC), která je podorganizací J-GCL. 

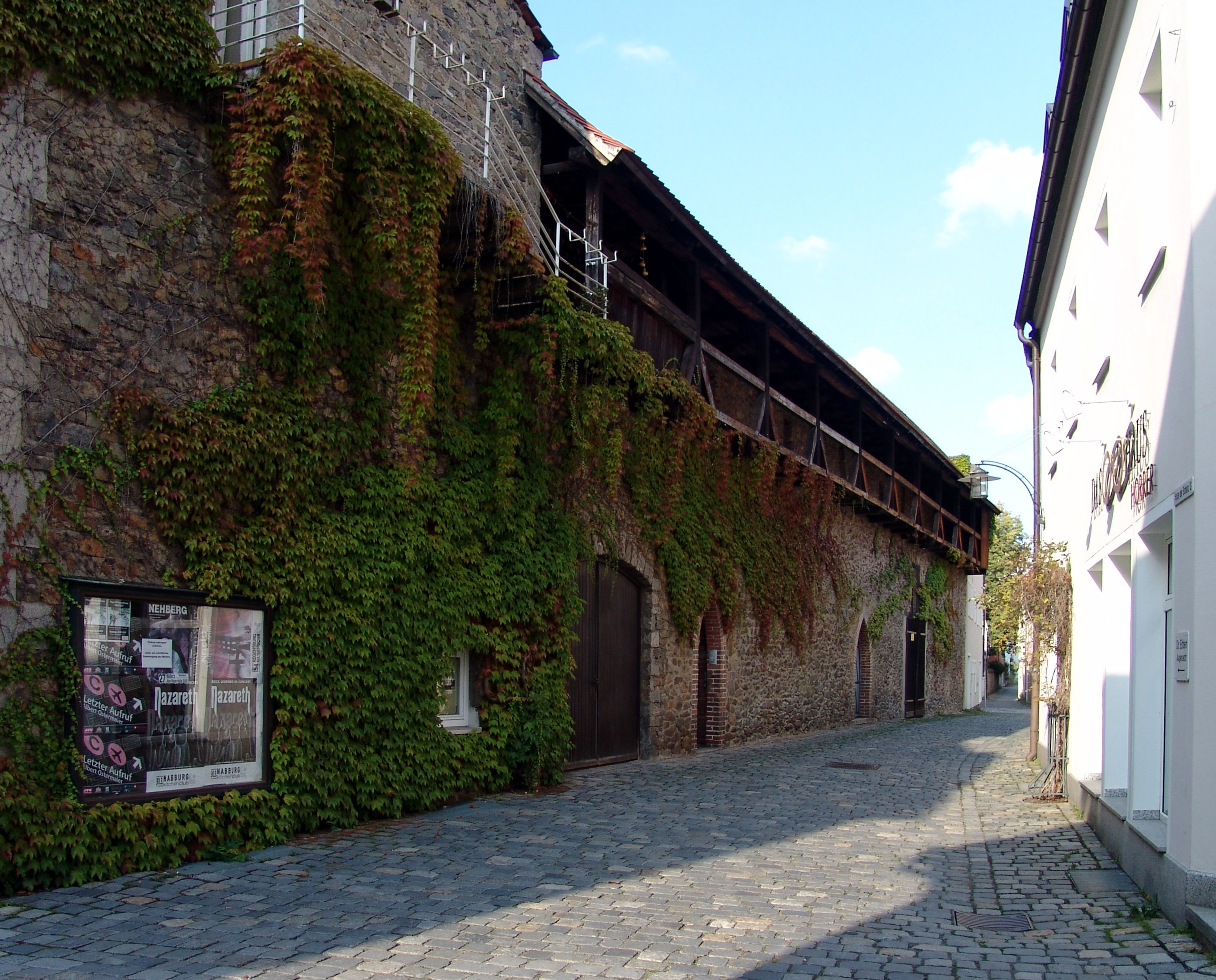
Pozůstatky městských hradeb Weiden

#### Městské opevnění
Při pohledu na městský potok z Kurt-Schumacher-Allee a z Nové radnice můžete vidět jihozápadní roh starého městského opevnění s hlavní zdí, Zwingermauer, rohovou baštou a mušlí. Nelze určit, kdy byl Weiden poprvé opevněn. V dokumentu z roku 1347 byl vydán pokyn pozdějšího císaře Karla IV., že by norimberští purkrabí měli vylepšit, postavit a opevnit pevnosti Floß a Parkstein a tržiště Weiden. V tomto okamžiku nejpozději Weiden obdržel svou první zeď, ale stávající městská zeď mohla být také zvýšena a posílena přidáním věží.

#### Kaple svatého Sebastiána
Kaple Nového kláštera byla postavena v Sebastianstraße v roce 1486. Zničen bleskem a válkou, byl svatostánek přestavěn v roce 1692 a znovu zasvěcen sv. Sebastianovi v roce 1697. K západnímu chórovému oblouku je připevněn renesanční náhrobek hraběte Palatina Friedricha von Parkstein, který zemřel ve Weidenu v roce 1590. Vedle zdobené železné mřížky pod galerií je kopie obrazu Panny Marie darované v roce 1792 kapli sv. Staudy v původním rámu.

#### Max-Reger-Haus
Poslední rezidence rodiny Regerů ve Weidenu, než se přestěhovali do Mnichova v roce 1901, leží v Bürgermeister-Prechtl-Straße. Skladatel Max Reger (1873–1916) strávil mládí ve Weidenu a vytvořil zde svá nejslavnější varhanní díla. Kromě mnoha dalších institucí ve městě ho připomíná také pamětní deska na domě.

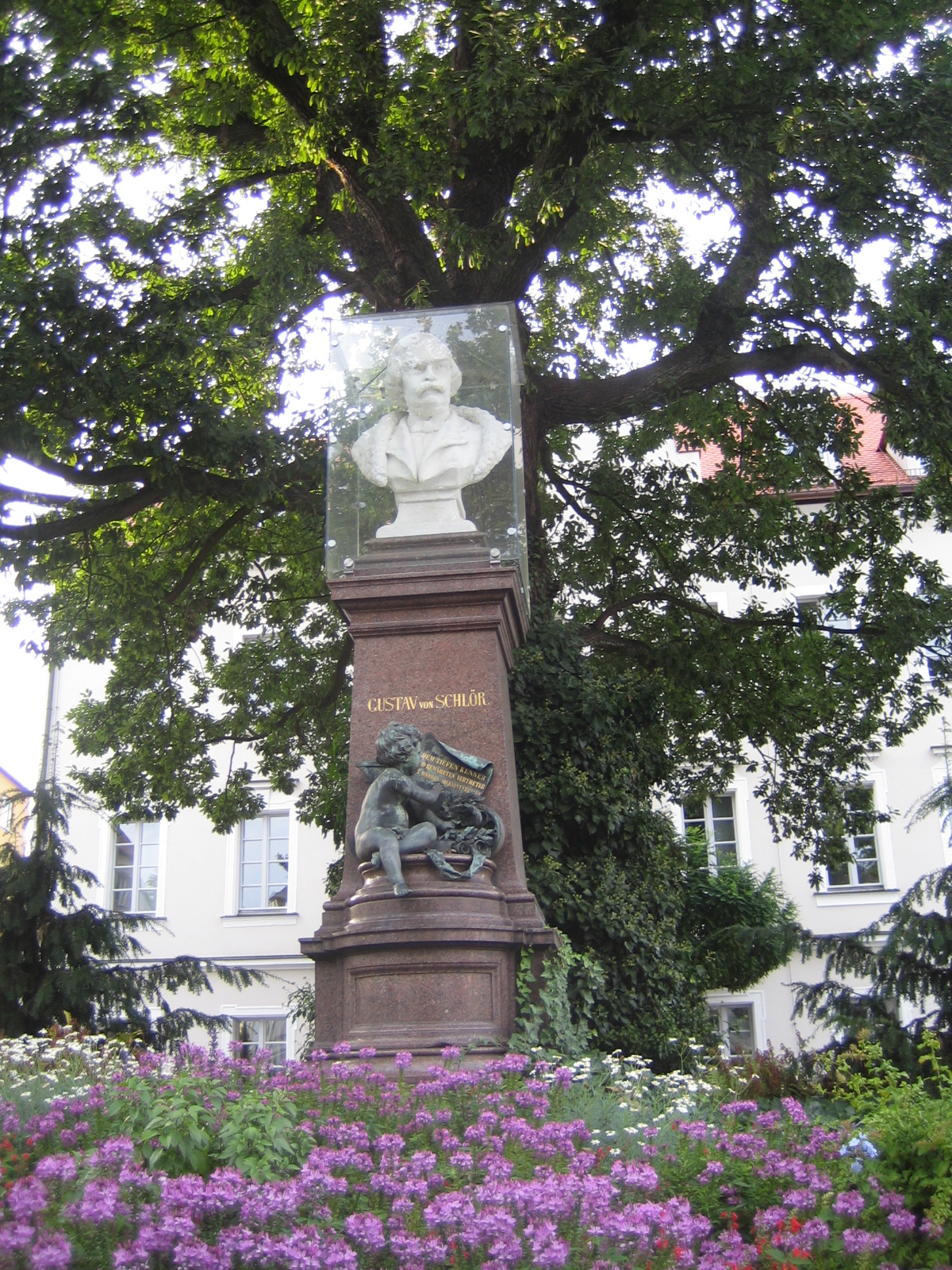
Pomník Gustava von Schlör ve Weidenu

#### Pomník Gustava von Schlöra
Pomník Gustava von Schlöra stojí mezi dubem výročí z roku 1824, který byl vysazen k 25. výročí vlády krále Maxe I., a dubem míru z roku 1871. Připomíná posledního bavorského ministra obchodu Gustava von Schlöra (1820–1883). Jeho zásluhou byl Weiden připojen k  železnici již  v roce 1863. Vytvořil tak podmínky pro hospodářský rozmach města. Pomník navrhl mnichovský architekt Carl Hocheder, mramorová busta je od sochaře Theodora Hafa.

#### Waldsassenská sýpka
Budova sýpky waldsassenského kláštera, postavená v letech 1739 až 1742 barokním stavitelem bratrem Philippem Muttoneem, je od roku 1990 sídlem  Mezinárodního keramického muzea. Je zde stálá expozice bavorských státních muzeí a exponáty místního porcelánového průmyslu. V budově je také umístěna regionální knihovna.

#### Kostel svatého Josefa
Katolický farní kostel sv. Josefa byl postaven v letech 1900/1901 za pouhých 18 měsíců a je největší církevní stavbou v řezenské diecézi od středověku.

#### Flurerturm
Parkánová věž je posledním pozůstatkem staré předměstské zdi, která jako součást vnější městské hradby obepínala měst po rozšíření v roce 1585. Tato městská zeď měla kdysi čtyři brány a dvě kulaté věže (Rossturm a Flurerturm). Stavitelem předměstské zdi byl mistr Reicholt. Když bylo město v roce 1634 obklíčeno a bylo potřeba vyčistit palebné pole, byla předměstská zeď stržena. Parkánová věž byla jedinou částí, která byla v roce 1694 přestavěna a od té doby se jí říká Flurerturm, protože byla oficiálním sídlem radnice. Předtím se jí říkalo Karlsturm. Ve věži je dnes umístěno centrum prevence weidenské policie.

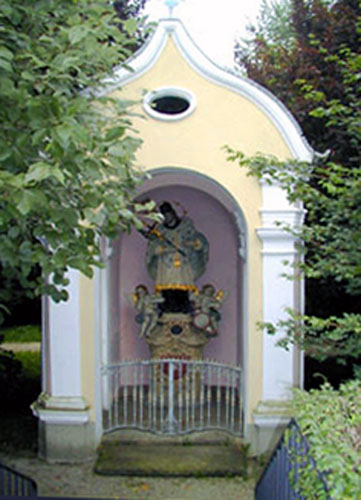
Kaple svatého Jana Nepomuckého v parku Maxe Regera

#### Max-Reger-Park
U vchodu do parku Maxe Regera se nachází Nepomucká kaple. Mostní kaple svatého Jana Nepomuckého byla postavena v letech 1738-1756 na základě slibu polního maršála Fellnera z Feldeggu. Pískovcovou sochu sv. Jana Nepomuckého vytvořil sochař Johann Franz Dult z Nabburgu. V parkustojí Památník Maxe-Regera, který v roce 1957 vytvořil místní sochař Josef Gollwitzer. Mohutný žulový blok představuje varhany. Skladatel Max Reger žil se svými rodiči ve Weidenu v letech 1874 až 1901. V parku je také fontána Triton, kterou vytvořil v roce 1953 stejný umělec. V letních měsících se v parku Maxe Regera konají letní serenády.

#### Max-Reger-Halle
Jako pocta skladateli a varhaníkovi Maxi Regerovi bylo v letech 1989 až 1991 vybudováno Kulturní a kongresové centrum Max-Reger-Halle. Gustl-Lang-Saal (kapacita až 900 osob) byl pojmenován po bývalém bavorském ministru hospodářství, místním rodáku Augustu Langovi, Gustav-von-Schlör-Saal (až 360 osob) nese jméno posledního bavorského ministra obchodu, kterému Weiden vděčí za připojení k železniční síti. Tato hala je kulturním centrem města. Disponuje také řadou konferenčních místností a foyer.

## Partnerská města
- Annaberg-Buchholz, Německo, 1990
- Issy-les-Moulineaux, Francie, 1962
- Macerata, Itálie, 1963
- Mariánské Lázně, Česko, 2008
- Weiden am See, Rakousko, 1990